# Fred E. Fiedler
Fred Edward Fiedler, född 13 juli 1922 i Wien, död 8 juni 2017, var en amerikansk psykolog.

## Biografi
År 1938 emigrerade Fred E. Fiedler till USA. Fyra år senare började han studera vid universitet, men 1942-45 tjänstgjorde han i den amerikanska armén. Efter kriget fortsatte han studierna bland annat under Lee Cronbach, Donald Campbell, Louis Leon Thurstone, Thelma G. Thurstone, Donald Fiske, Carl Rogers och William Foote Whyte. År 1947 erhöll han en tjänst vid pedagogiska fakulteten vid University of Illinois.

### Karriär
Fred E. Fiedler var en ledarvetenskapens grand old man inom organisationsteori. Hans teori baserade sig på 15 års empirisk forskning, vilket gav honom en särställning inom fältet. I hans forskning frågeschemat LPC (Least Preferred Co-worker) en central roll som instrument till att utveckla teorin och till att pröva den. Teorin står och faller med LPC-instrumentet.

### Ledarstil
Det avgörande är enligt hans studier huruvida ledarstilen är anpassad till situationen eller ej. Det är kombinationen av så kallad uppgiftsmotiverad ledarstil och stark kontroll över ledningssituationen som är orsak till effektivitet, som ytterst eftersträvas. Han definierar effektivitet som gruppens prestationer i förhållande till gruppens tilldelade primära uppgift. Ledare är mycket effektivare i vissa situationer än i andra. Det avgörande är att de lär sig att dianosticera situationer och vet under vilka villkor de är effektivast. Vilken ledarstil som är effektivast beror på den situation i vilket ledarskapet utövas. Fiedler har utkristalliserat två huvudsakliga ledarstilar:
- En uppgiftsmotiverad ledare uppnår tillfredsställelse genom att han ser uppgifter utföras och problem lösas.
- En relationsmotiverad ledare orienterar sig mot att uppnå goda mellanmänskliga förhållanden och är upptagen med att uppnå en uppskattad position bland sina medarbetare.
  - Den socio-avhängiga ledarstilen har båda komponenter närvarande samtidigt.